# 麥克亨利 (密西西比州)
麥克亨利（英語：McHenry）是位於美國密西西比州斯通縣的非建制地區。

## 歷史
麥克亨利的郵局自1892年營運至今。

## 地理
麥克亨利所處的海拔為高於海平面78米（即256英呎），而該地所採用的時區為UTC-6，即北美中部時區（CST）。同時該地設有夏令時間，為UTC-6調快一小時，即UTC-5（CDT）。